# Vraux
Vraux és un municipi francès, situat al departament del Marne i a la regió del Gran Est. L'any 2007 tenia 481 habitants.

## Demografia

### Població
El 2007 la població de fet de Vraux era de 481 persones. Hi havia 168 famílies, de les quals 28 eren unipersonals (16 homes vivint sols i 12 dones vivint soles), 48 parelles sense fills, 84 parelles amb fills i 8 famílies monoparentals amb fills.
La població ha evolucionat segons el següent gràfic:
Habitants censats

### Habitatges
El 2007 hi havia 179 habitatges, 172 eren l'habitatge principal de la família, 5 eren segones residències i 2 estaven desocupats. 174 eren cases i 4 eren apartaments. Dels 172 habitatges principals, 156 estaven ocupats pels seus propietaris, 10 estaven llogats i ocupats pels llogaters i 6 estaven cedits a títol gratuït; 3 tenien dues cambres, 11 en tenien tres, 27 en tenien quatre i 131 en tenien cinc o més. 147 habitatges disposaven pel capbaix d'una plaça de pàrquing. A 63 habitatges hi havia un automòbil i a 100 n'hi havia dos o més.

### Piràmide de població
La piràmide de població per edats i sexe el 2009 era:
| Homes | Edats   | Dones |
| ----- | ------- | ----- |
| 0     | 95 o +  | 0     |
| 0     | 90 a 94 | 0     |
| 4     | 85 a 89 | 0     |
| 8     | 80 a 84 | 4     |
| 16    | 75 a 79 | 0     |
| 8     | 70 a 74 | 16    |
| 4     | 65 a 69 | 8     |
| 0     | 60 a 64 | 4     |
| 12    | 55 a 59 | 12    |
| 8     | 50 a 54 | 12    |
| 8     | 45 a 49 | 0     |
| 16    | 40 a 44 | 20    |
| 28    | 35 a 39 | 12    |
| 20    | 30 a 34 | 36    |
| 0     | 25 a 29 | 4     |
| 8     | 20 a 24 | 4     |
| 8     | 15 a 19 | 12    |
| 4     | 10 a 14 | 12    |
| 24    | 5 a 9   | 20    |
| 28    | 0 a 4   | 8     |

## Economia
El 2007 la població en edat de treballar era de 288 persones, 233 eren actives i 55 eren inactives. De les 233 persones actives 225 estaven ocupades (126 homes i 99 dones) i 8 estaven aturades (4 homes i 4 dones). De les 55 persones inactives 18 estaven jubilades, 23 estaven estudiant i 14 estaven classificades com a «altres inactius».

### Ingressos
El 2009 a Vraux hi havia 172 unitats fiscals que integraven 472,5 persones, la mediana anual d'ingressos fiscals per persona era de 21.128 €.

### Activitats econòmiques
Dels 14 establiments que hi havia el 2007, 1 era d'una empresa alimentària, 2 d'empreses de fabricació d'altres productes industrials, 5 d'empreses de construcció, 1 d'una empresa de comerç i reparació d'automòbils, 3 d'empreses de transport, 1 d'una empresa financera i 1 d'una empresa classificada com a «altres activitats de serveis».
Dels 5 establiments de servei als particulars que hi havia el 2009, 2 eren paletes, 1 guixaire pintor i 2 lampisteries.
Dels 2 establiments comercials que hi havia el 2009, 1 era una botiga de menys de 120 m² i 1 una fleca.
L'any 2000 a Vraux hi havia 14 explotacions agrícoles.

## Equipaments sanitaris i escolars
El 2009 hi havia 1 escola maternal i 1 escola elemental.

## Poblacions més properes
El següent diagrama mostra les poblacions més properes.